# 오마르 압둘라흐만
오마르 압둘라흐만 알라키 알아무디(아랍어: عمر عبد الرحمن أحمد الراقي العمودي, Omar Abdulrahman ahmed Al Raaki Al Amoodi, 1991년 9월 20일 ~ )는 아랍에미리트의 축구 선수로, 현재 알와슬과 아랍에미리트 축구 국가대표팀에서 활약하고 있다.

## 축구인 경력

### 유스 경력
사우디아라비아 리야드에서 태어나 2000년 알힐랄 유소년 팀에 입단하였다. 당시 사우디아라비아 국적 취득 제의를 받기도 하였으나 가족 모두를 귀화시키는 조건이 아니었기 때문에 거절하였다. 이후 2007년 알아인 유소년 팀에 입단한 후 아랍에미리트 국적을 취득하였다.

### 클럽 경력
2009년 1월 24일 17세의 나이로 컵대회에서 1군 무대 데뷔전을 치렀고 3개월 후엔 리그에도 데뷔하였다. 2009년 5월 11일 알아흘리를 상대로 프로 데뷔 후 첫 골을 터뜨렸다. 2010-11 시즌 칠레 출신의 호르헤 발디비아가 팀을 떠난 이후부터 본격적인 주전으로 자리매김하였고 2011년 5월 12일에는 알아인과 2015년까지의 계약 연장에 합의하였다.
2012년 8월 6일 그는 트위터를 통해 맨체스터 시티에서 입단 테스트를 받을 예정이라고 직접 밝혔다. 2주 간 테스트 끝에 맨시티로부터 4년 계약을 제의받았으나 취업 비자 문제로 최종 입단은 결렬되었다. 압둘라흐만은 2013년 2월 24일 벤피카로부터 임대 이적 제의를 받았으나 거절하였다고 밝혔다. 3월에는 아스널, 바르셀로나, 도르트문트, 함부르크 등과의 링크설이 영국 언론을 통해 터져나오기도 하였다. 4월 18일 처음 주장 완장을 달고 두바이 클럽과의 경기에 나서 팀의 3-0 승리를 이끌었고 이 경기에서의 승리로 알아인은 2012-13 시즌 우승컵을 들어올리게 되었다. 2013-14 시즌엔 17도움을 기록하며 도움 랭킹 1위에 올랐고 시즌 베스트 11에 선정되었다.
2015년 AFC 아시안컵에서의 맹활약으로 EPL의 선덜랜드 AFC, 분데스리가의 SC 프라이부르크, 리그앙의 릴 OSC 등으로부터 관심을 받았다.
2015년 3월 1일 알아인과의 계약 기간을 2020년까지로 연장하였다.
2018년 8월 8일 알힐랄로 이적했다.
2019년 여름 이적시장에서 알자지라 클럽에 입단했다.

### 국가대표 경력
그는 2010년 AFC U-19 챔피언십에서 처음 대륙 대회에 모습을 드러내었고 이 대회에서 1골 2도움을 기록하였다. 압둘라흐만은 같은 해 열린 광저우 아시안 게임에 출전하였으며 준결승에서 대한민국을 상대로 결승골을 어시스트하여 대한민국의 탈락에 결정적인 역할을 하였다.
청소년 대표팀에서 좋은 활약을 보이자 2011년 아시안컵에 UAE의 선수 중 가장 어린 나이로 발탁되었다.
2012년 런던 하계 올림픽에서는 조별 예선에서 탈락하였지만 영국 단일팀을 상대로 도움을 기록하였고, 특히 당시 그를 상대했던 마이카 리처즈가 찬사를 보내어 화제가 되기도 하였다.
2015년 아시안컵에서는 8강에서 승부차기 끝에 일본을 침몰시키고 준결승에 진출하는데 기여했다.